# Клеман, Жан Мари Бернар
Жан Мари Бернар Клеман (фр. Jean-Marie-Bernard Clément, часто фр. Clément de Dijon, то есть Дижонский; 25 декабря 1742, Дижон — 3 февраля 1812, Париж) — французский писатель

.

## Биография
Изучал философию в дижонском коллеже, затем отправился в Париж, где ему покровительствовал Мабли.
В 1771 году опубликовал свой первый труд — отзыв о переводе «Георгик» Вергилия, выполненном аббатом Делилем (фр. Observations critiques sur la nouvelle traduction en vers françois des Géorgiques de Virgile, et sur les poèmes des Saisons, de la Déclamation et de la Peinture), единственный отрицательный из всех прозвучавших.
В дальнейшем именно участие в литературной полемике принесло Клеману наибольшую известность: его нападки на Вольтера (в общей сложности Клеман написал против него девять статей за девять лет) заставили Вольтера называть его «немилосердным» (фр. l'inclément — игра слов: фамилия Клемана по-французски значит «милосердный»). Общая идея Клемана-критика состояла в том, что древние классики великолепны, а современные писатели чрезвычайно плохи.
Помимо критических статей, Клеман много выступал как переводчик: им были опубликованы переводы на французский язык «Освобождённого Иерусалима» Тассо (1801), трёх томов из собрания сочинений Цицерона (1783—1789), «Левкиппы и Клитофона» Ахилла Татия (1800). Клеману также принадлежат трагедия «Медея» (1779) и «Сатиры» (1786). В соавторстве с Жозефом де Лапортом он опубликовал сборник «Истории о театре» (фр. Anecdotes dramatiques; 1775) — своего рода словарь-справочник по театру и драматургии своей эпохи.